# Israpport (diktsamling)
Israpport är en diktsamling av Werner Aspenström utgiven 1997.
Dikterna tillkom huvudsakligen under författarens sista sjukdomsperiod och han arbetade på dem in i det sista fram till sin död  i januari 1997. Samlingen publicerades postumt i maj samma år. 
Många av dikterna i boken har en vardaglig utgångspunkt i det närvarande eller förflutna, inte sällan med inslag av humor, men samlingen har ett brett register och innehåller även existentiella funderingar och mytiskt drömlika skildringar.